# Посткреольський континуум
Посткреольський континуум (або просто креольський континуум, в більш загальному значенні вертикальний мовний континуум) — діалектний континуум різновидів креольської мови, від найбільш до найменш подібного на мову-суперстрат варіанту (тобто, престижної мови). Через соціальні, політичні та економічні чинники, креольська мова може знаходитись у процесі декреолізації в бік мови-першоджерела: морфологія, фонологія, синтаксис внаслідок цього зближуються до місцевого стандарту престижної мови, та при цьому ступінь зближення залежить від соціального статусу мовця.

## Стратифікація
Вільям Стюарт у 1965 році запропонував такі терміни, як акролект (найвищий або найпрестижніший різновид креольської мови) та базилект (найнижчий або найменш престижний різновид), як назви для верхньої та нижньої соціолінгвістичної межі посткреольського континууму. На початку 1970-х Дерек Бікертон популяризував ці терміни, а також термін мезолект (на позначення середніх значень континууму), для опису перескакування між мовами носіями креольських мов, що також знають стандартну мову, на якій заснована їхня креольська мова. Лінгвіст Чиказького університету Салікоко Муфвене описує креольські мови, як «базилектизацію» в протилежний бік від стандартної, зазвичай європейської мови, у середовищах зі змішаним населенням. У деяких спільнотах існує континуум між носіями креольської та мовою-першоджерелом. У такому континуумі немає чітких меж між різновидами мови. Такі континууми виникають через значну соціальну стратифікацію.
У наступній таблиці Bell, 1976 наведено 18 способів вимовити фразу I gave him one гаянською креольською англійською:
| 1  | aɪ | ɡeɪv | ɡeɪv | hɪm | wʌn |
| 2  | aɪ | ɡeɪv | ɡeɪv | hɪm | wan |
| 3  | a  | ɡeɪv | ɡeɪv | ɪm  | wan |
| 4  | a  | ɡeɪv | ɡeɪv | iː  | wan |
| 5  | a  | ɡɪv  | ɡɪv  | hɪm | wan |
| 6  | a  | ɡɪv  | ɡɪv  | ɪm  | wan |
| 7  | a  | ɡɪv  | ɡɪv  | iː  | wan |
| 8  | a  | dɪd  | ɡɪv  | iː  | wan |
| 9  | a  | dɪ   | ɡɪ   | iː  | wan |
| 10 | a  | dɪd  | ɡɪ   | iː  | wan |
| 11 | a  | dɪ   | ɡiː  | iː  | wan |
| 12 | a  | dɪ   | ɡɪ   | hiː | wan |
| 13 | mɪ | dɪ   | ɡɪ   | hiː | wan |
| 14 | mɪ | dɪ   | ɡɪ   | iː  | wan |
| 15 | mɪ | bɪn  | ɡɪ   | iː  | wan |
| 16 | mɪ | bɪn  | ɡiː  | iː  | wan |
| 17 | mɪ | bɪn  | ɡiː  | æm  | wan |
| 18 | mɪ |      | ɡiː  | æm  | wan |

У наведеному континуумі, акролектною формою є [aɪ ɡeɪv hɪm wʌn] (ідентична зі стандартизованою англійською), а базилектною — [mɪ ɡiː æm wan]. Більшість носіїв можуть говорити на різних рівнях континууму, та залежно від соціального становища, роботи тощо можуть перемикатись між цими рівнями та мати різні мовні навички у цих рівнях.
Якщо суспільство настільки стратифіковане, що носії креольської мови та мови-суперстрата (що домінує) не контактують, то замість континууму виникає диглосія. При назначенні двом варіантам мови окремих, різних функцій, виникне таке ж розділення. Прикладом є Гаїті, де говорять гаїтянською креольською та французькою.
Терміни «акролект», «мезолект» та «базилект» також використовують задля запобігання оцінному судженню, характерному старішій термінології, за якою мова керівних класів у столиці розглядалась як «правильний» або «чистий» різновид мови, а різновид, яким говорили нижні класи та мешканці провінцій — як «діалект», описуваний, як «неправильний», «нечистий».

## Інші приклади
Висловлювались припущення (Rickford, 1977; Dillard, 1972), що афроамериканська англійська — це декреолізована форма креольської мови рабів. Після емансипації, визнання прав афроамериканців та ширша комунікація між ними призвела до більшого впливу стандартизованої американської англійської на мови чорних американців, тож нині в їх мові існує континуум, де стандартизована англійська є акролектом, а різновиди, найбільш подібні до креольської, якої говорили афроамериканці раніше, базилектом.
У Ямайці існує континуум між ямайською англійською та ямайською патуа.
У Гаїті, акролектом є гаїтянська французька, а базилектом — вже стандартизована гаїтянська креольська.
Водночас у ПАР, африкаанс — це кодифікований мезолект, або ж часткова креольська. Акролект, стандартизовану нідерландську, було позбавлено офіційного статусу, та вона використовується лише в релігійних цілях.